# هانز كونريد
هانز كونريد (بالإنجليزية: Hans Conried)‏ مواليد 15 أبريل 1917 في بالتيمور، الولايات المتحدة - الوفاة 05 يناير 1982 في بربانك، الولايات المتحدة، هو ممثل وكوميدي أمريكي بدأ مسيرته الفنية سنة 1937. امتدت مسيرته الفنية لأكثر من 45 عاما. درس في جامعة كولومبيا.

## الأعمال
- الديكتاتور العظيم
- يوم في المدينة
- بيتر بان
- معجزة في شارع 34
- صرار الليل على الموقد
- شلة دراك

## روابط خارجية
- هانز كونريد على موقع IMDb (الإنجليزية)
- هانز كونريد على موقع ألو سيني (الفرنسية)
- هانز كونريد على موقع ميوزك برينز (الإنجليزية)
- هانز كونريد على موقع تيرنر كلاسيك موفيز (الإنجليزية)
- هانز كونريد على موقع أول موفي (الإنجليزية)
- هانز كونريد على موقع قاعدة بيانات برودواي على الإنترنت (الإنجليزية)
- هانز كونريد على موقع قاعدة بيانات برودواي على الإنترنت (الإنجليزية)
- هانز كونريد على موقع قاعدة بيانات الأفلام السويدية (السويدية)
- هانز كونريد على موقع إن إن دي بي (الإنجليزية)
- هانز كونريد على موقع ديسكوغز (الإنجليزية)